# Albert de Bracy
Mathilde Lagarde, connue sous le pseudonyme d’Albert de Bracy est une compositrice française du XIXe siècle.

## Biographie
On lui doit essentiellement des pièces pour piano, publiées à Paris dans les années 1850. 

## Œuvres
- Estocade, piano ou orchestre, polka, 1857
- Un nid d'aigle[1], polka, 1857
- Bichonnette, piano, mazurka, 1857
- Un cauchemar, romance, paroles de J. Michel, 1857
- Quand Dieu voudra !, romance, paroles de Dutertre, 1859
- Les archers, piano. op. 14, mazurka, 1859
- Plainte du cœur, caprice-nocturne pour piano, op. 12, 1859
- Salerne, piano. op. 15, mazurka, 1860
- Un souvenir, piano, mazurka, 1861
- La Grand-Maman, paroles de Félix Dutertre de Véteuil, 1861
- Velya !, rêverie-mazurka pour le piano, op. 10, 1862
- Bien vivre pour bien mourir, mélodie, paroles de E. Lecart, 1867